# حوض‌انبار مشهد ریزه
حوض‌انبار مشهد ریزه یا آب‌انبار قلعه کهنه ریزه مربوط به دوره ساسانی است و در شهرستان تایباد، شهر مشهد ریزه واقع شده و این اثر در تاریخ ۲۴ خرداد ۱۳۹۰ با شمارهٔ ثبت ۳۰۲۸۶ به‌عنوان یکی از آثار ملی ایران به ثبت رسیده‌است.